# Angelo Bruun
Kaj Angelo Zeuthen Bruun (15. juli 1898 i Nakskov – 30. marts 1956 i Græsted) var en dansk skuespiller. Blandt de film, han medvirkede i, kan nævnes:
- Odds 777 (1932)
- 5 raske piger (1933)
- Plat eller krone (1937)
- Jeg har elsket og levet (1940)
- Mordets melodi (1944)
- Mani (1947)
- Kristinus Bergman (1948)
- Tre år efter (1948)
- For frihed og ret (1949)
- Hendes store aften (1954)
- Kispus (1956)